# ホメル (自動車)
ホメル、オメル(Hommell)は、フランスにかつて存在した自動車メーカーである。

## 概要

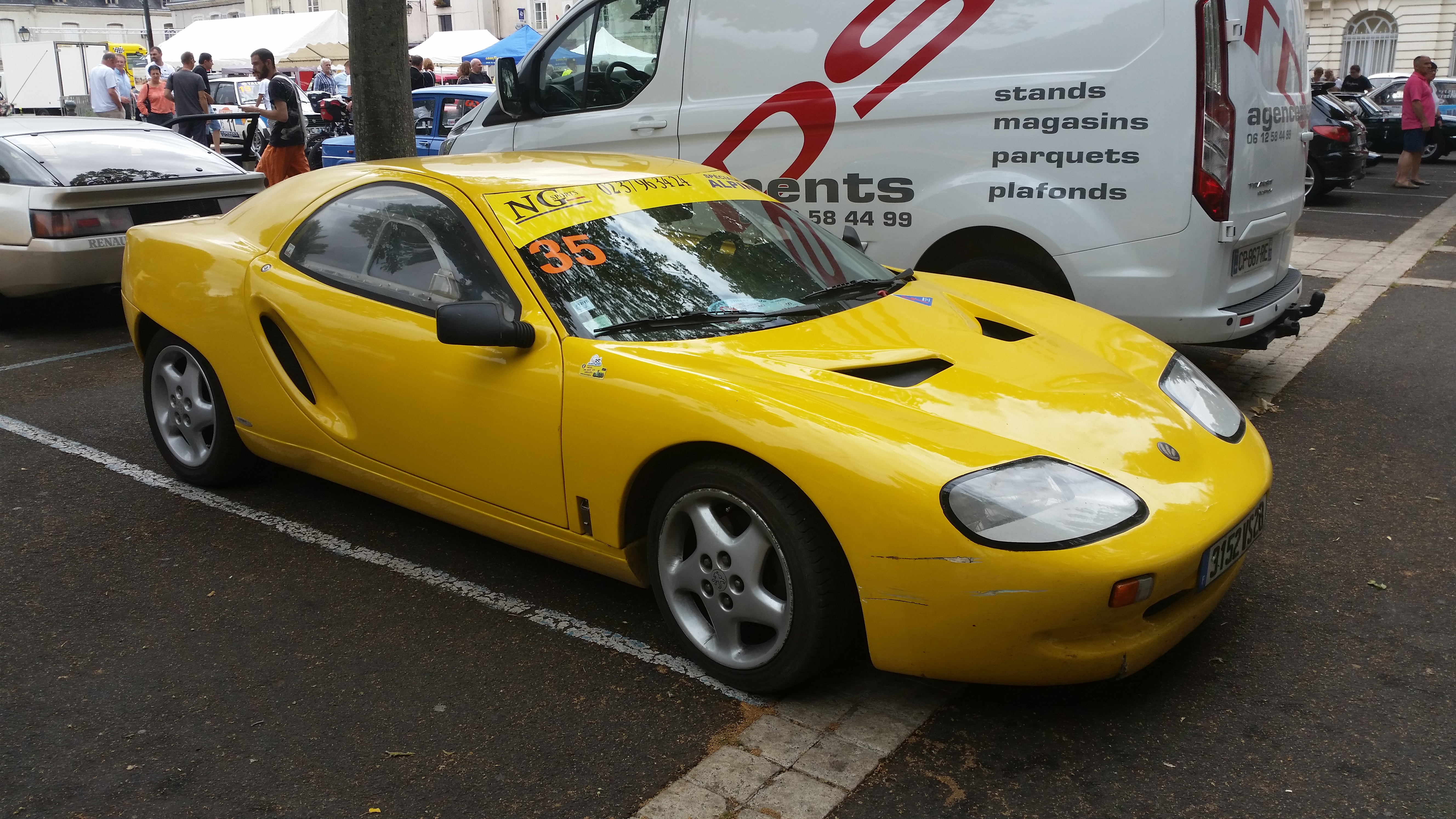
ベルリネッタ エシャップマン

フランスの自動車雑誌『エシャップマン』(Échappement、『エシャップモン』とも)の創刊者であるミシェル・ホメルは、1990年に『エシャップマン』誌上にて「アルピーヌ・A110の後継車」を読者に問うアンケート調査を実施した。これに対して大きな反響があったことから、ホメルは「現代版A110」ともいうべきオリジナルスポーツカーの開発を決定。1992年のパリサロンで最初のプロトタイプとなる「ベルリネッタ エシャップマン（ベルリネット エシャップモン）」を発表し、1994年にデリバリーを開始した。
デザインはかつてシトロエンに在籍していたエリック・ド・ポー(Erick de Pauw)によるもので、2ドアクーペのボディは繊維強化プラスチック（FRP）製。シャシはアルミニウムパネルで強化されたパイプフレームで、製造はシトロエンのレンヌ工場の試作部門が担当した。エンジンはプジョー・309GTI用の1.9 L 直列4気筒（150馬力）をミッドシップに搭載し、6速MTとの組み合わせで後輪を駆動する。
各部にPSAグループ系車種の部品が多用されており、ホイール・ブレーキはプジョー・605から、サスペンション・ステアリング・ミラーはプジョー・405から、ヘッドライト・フロントガラスはシトロエン・XMから、テールランプはシトロエン・ZXからの流用品を採用。リアアクスルには、プジョー・405Mi16のフロントストラットを前後反転させて組み込んでいる。
1995年、オープントップモデルの「バルケッタ（バルケット）」を追加。
1997年、マイナーチェンジモデルの「ベルリネッタ RS」が登場。前後デザインが手直しされ、エンジンはプジョー・306S16用の2.0 L 直列4気筒（167馬力）に変更された。2000年には出力が195馬力に向上した「ベルリネッタ RS2」が追加設定されている。
2003年に生産終了。総生産台数は242台であった。
運営会社であったAutomobiles Michel Hommellは、2008年1月17日付で登録抹消となっている。

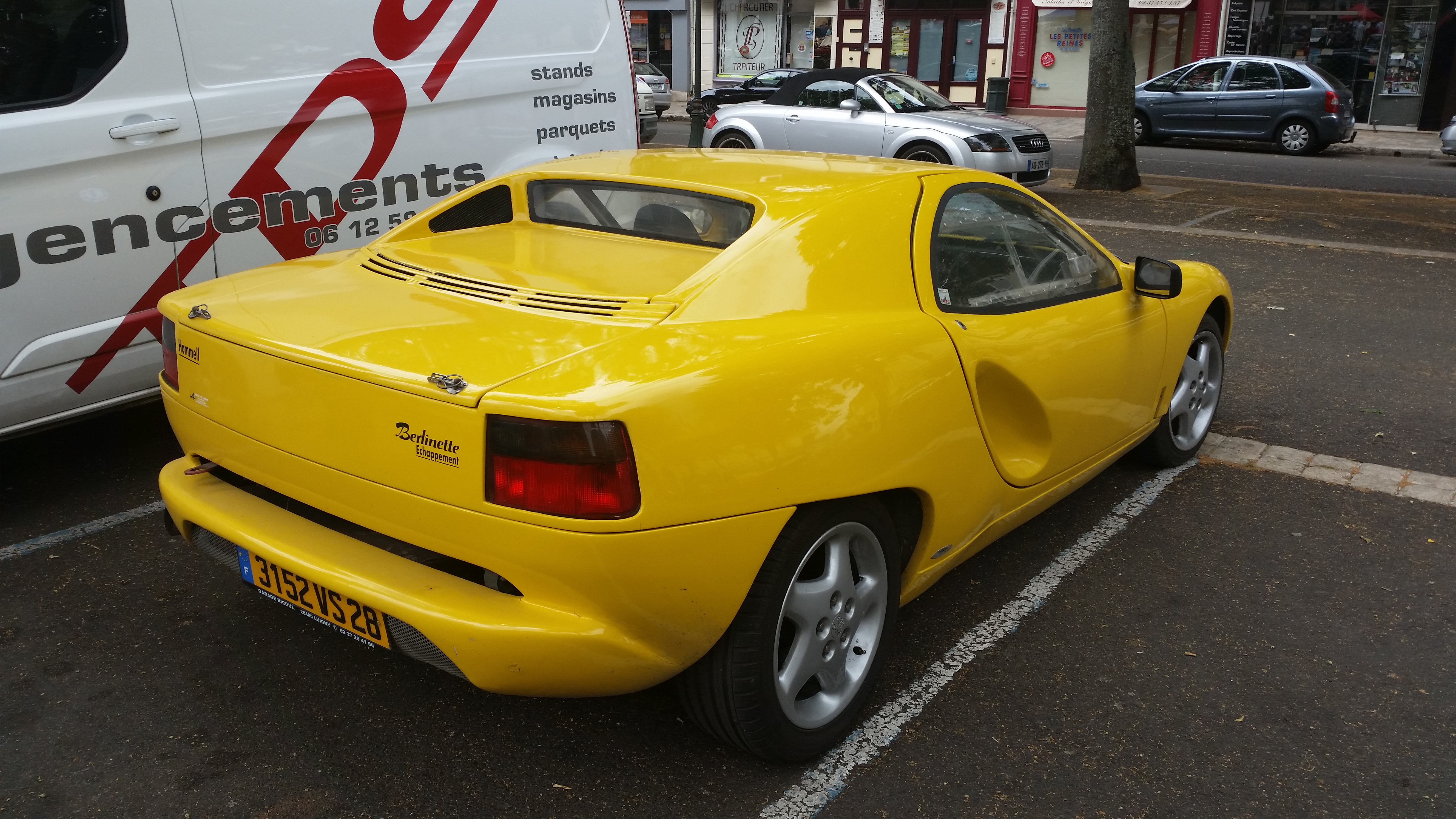
ベルリネッタ エシャップマン リア
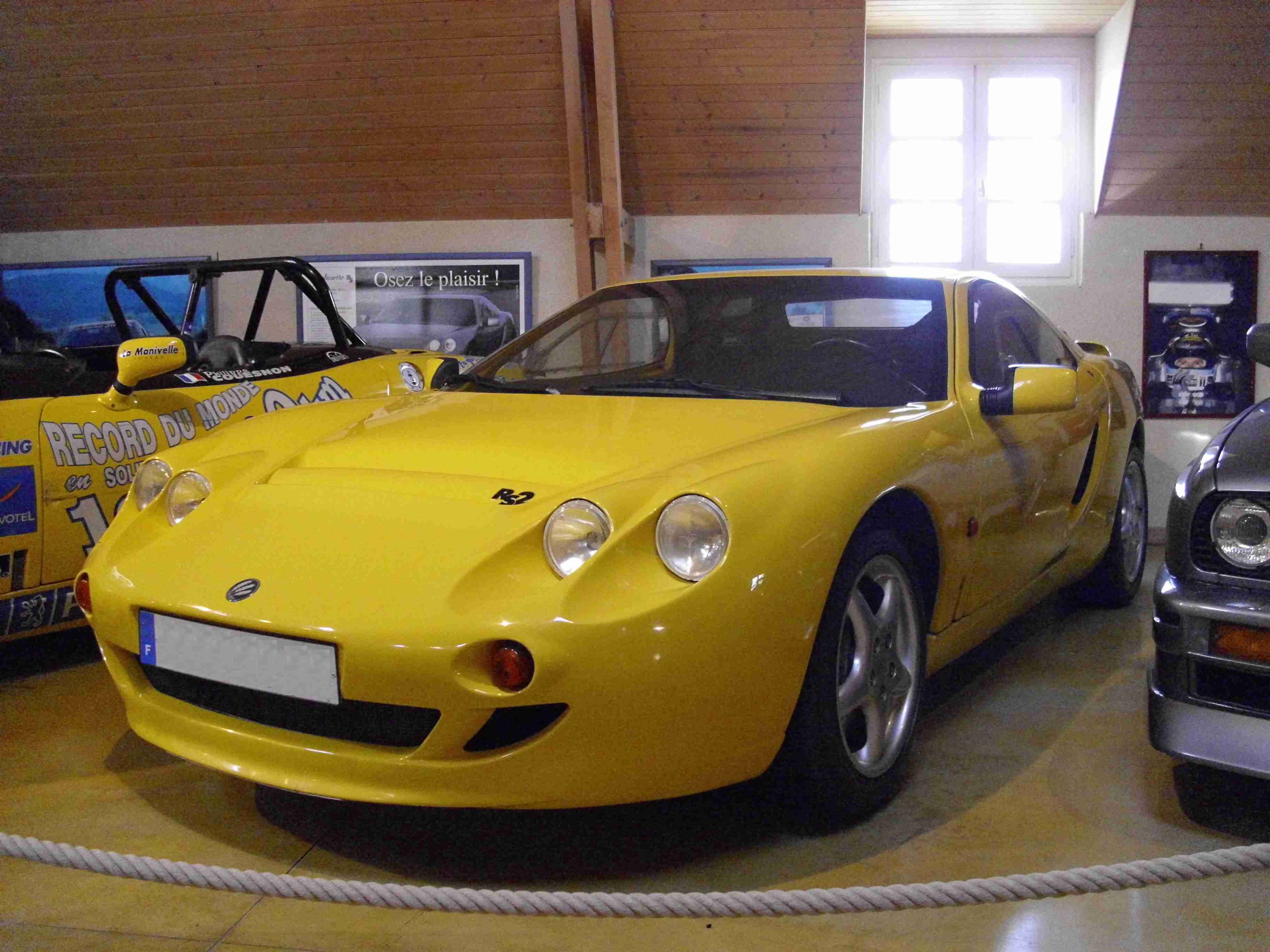
ベルリネッタ RS
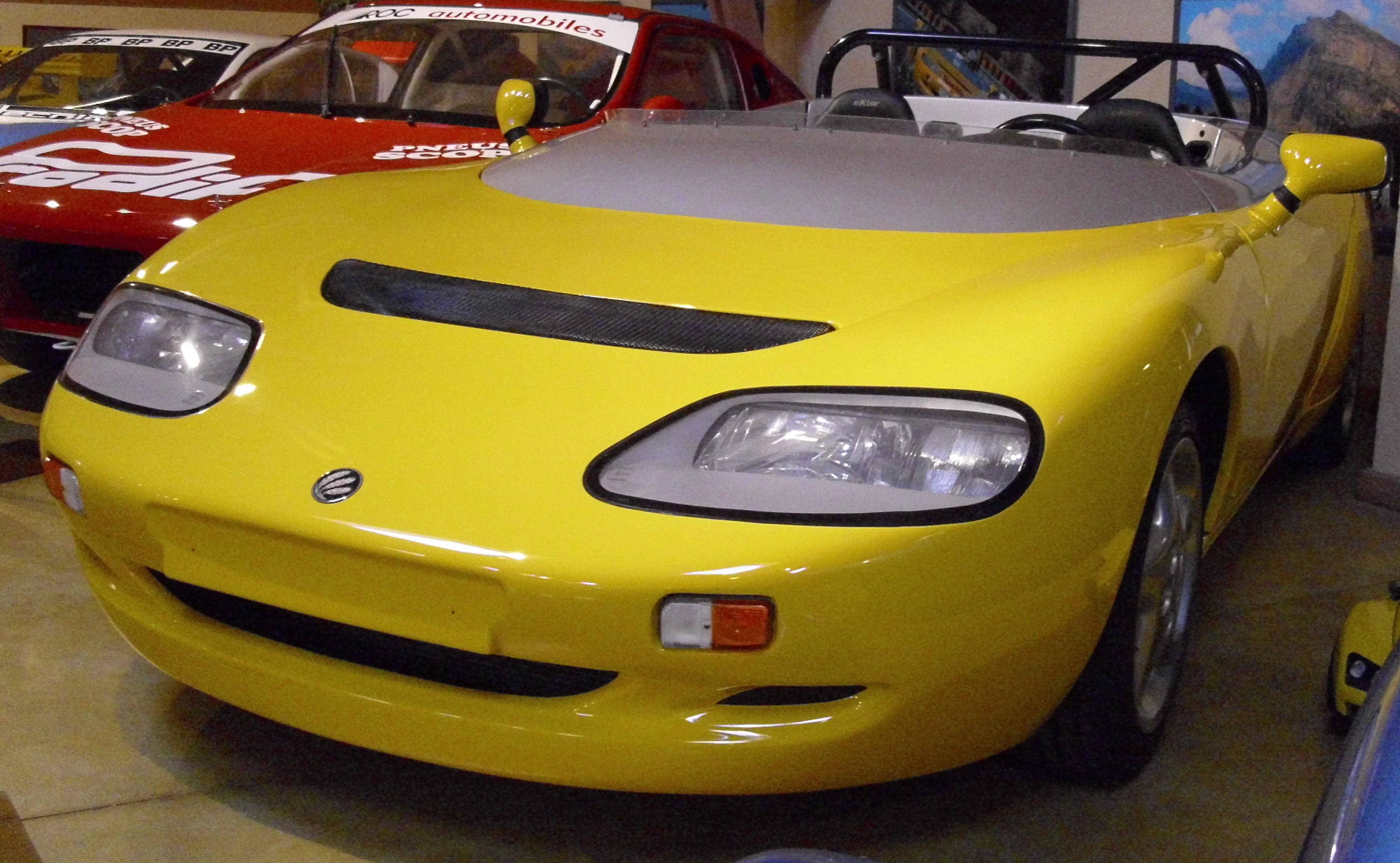
バルケッタ